# Cecalyphum
Cecalyphum là một chi rêu trong họ Dicranaceae.